# Alto da Lapa (Pirenópolis)
Alto da Lapa é um bairro da cidade de Pirenópolis, no estado brasileiro de Goiás.
Entre outros bairros, tem seus limites  e confrontações com o Centro, pela e extensão do Córrego Lava Pés e Vila Péia.
É um bairro predominantemente residencial, cujos moradores dependem do Centro por suas conveniências.

## Histórico
Sua história remonta ao início da fundação da cidade, o que se deu em 7 de outubro de 1727. É uma extensão da Rua das Bestas, atual Rua Direita, primeira rua da cidade. Aqui foi construída pela extinta Irmandade de Nossa Senhora da Lapa dos Pretos Livres, em 1760 a Igreja de Nossa Senhora da Boa Morte da Lapa, extinta provavelmente no século XIX, sendo seu acervo distribuído entre as demais Igrejas, cabendo a Igreja de Nossa Senhora do Carmo a Imagem da padroeira. Hoje no Local existe a Escola Estadual Professor Ermano da Conceição. Este Bairro era o local dos mestiços.